# Danger Danger
Danger Danger is een Amerikaanse AOR- en glam-metalband, geformeerd in 1987 in de New Yorkse wijk Queens. Hoewel hun debuutalbum met dezelfde naam in de Verenigde Staten een commercieel succes was, verdwenen ze al snel uit de schijnwerpers vanwege geschillen over auteursrecht en veranderingen in de bezetting. Toch is de band nog steeds actief.

## Bezetting
Huidige bezetting
- Ted Poley (zang, 1987–1993, vanaf 2004)
- Rob Marcello (gitaar, sinds 2003)
- Bruno Ravel (basgitaar, gitaar, sinds 1987)
- Steve West (drums, sinds 1987)

Voormalige leden
- Mike Pont (zang, 1987)
- Paul Laine (zang, 1994–2004)
- Tony Rey (gitaar, 1989)
- Andy Timmons (gitaar, 1989–1993)
- Kasey Smith (keyboards, 1987–1992)

## Geschiedenis
Danger Danger werd in 1987 geformeerd door bassist Bruno Ravel en drummer Steve West. Mike Pont was enige tijd de zanger. Nadat toetsenist Kasey Smith was toegetreden, werd er geprobeerd een demotape op te nemen, maar dat lukte niet. Kort daarna werd Ted Poley aangeworven als zanger, die destijds drummer was bij Prophet. Dit keer werden de demo-opnamen gemaakt en werd een platencontract getekend bij Epic Records. In 1989 was Tony Ray (van Saraya) korte tijd gitarist, maar keerde terug naar zijn voormalige band. Andy Timmons verving hem en het debuutalbum kwam eind van het jaar uit. De nummers Naughty Naughty en Bang Bang werden met succes uitgebracht als singles en de band speelde onder meer in het voorprogramma van de Amerikaanse bands Kiss, Alice Cooper, Extreme en Warrant. De band begon toen met het opnemen van het vervolgalbum Screw It!, dat in 1991 werd gepubliceerd. Tijdens de volgende tournee (wederom samen met Kiss) verliet Kasey Smith de band omdat de veranderde, meer gitaarzware stijl niet bij hem paste.
In 1993 was het werk aan het volgende album Cockroach klaar. Verrassend genoeg werd zanger Ted Poley destijds ontslagen. Vanwege de volgende juridische geschillen kon het album niet worden uitgebracht. Ondertussen rekruteerden Ravel en West Paul Laine als de nieuwe zanger en zong hij de vocale nummers op de cd. Kort voor de geplande publicatie gingen Epic Records en Danger Danger uit elkaar. Timmons verliet de band gefrustreerd om een solocarrière te beginnen. 
Ravel en West richtten hun eigen label Low Dice Records op en samen met Laine brachten ze in 1995 het album Dawn uit, dat veel donkerder en rustiger was dan hun vorige muziek. Gesteund door bassist Scott Brown gingen ze weer op tournee door de Verenigde Staten. Met het in 1998 uitgebrachte album Four the Hard Way keerde de band terug naar hun oorspronkelijke stijl. Oud-leden Timmons en Smith speelden hier als gastmuzikanten. The Return of the Great Gildersleeves werd uitgebracht in 2000.
Na onderhandelingen met Epic Records is in 2001 met Cockroach een waarschijnlijk unieke dubbel-cd uitgebracht. Het bevatte twee versies van hetzelfde album, één met de stem van Paul Laine en één met Ted Poley. De reacties hierop waren zeer positief. In 2003 werden onder de titel Rare Cuts verschillende zeldzame of niet eerder gepubliceerde nummers uitgebracht. In 2004 werd Paul Laine vervangen door de oude zanger Ted Poley. In 2005 verscheen Live and Nude, dat in 2003 werd opgenomen en dus nog steeds werd gezongen door Paul Laine. In 2009 verscheen het album Revolve, dat opnieuw werd opgenomen met de oorspronkelijke bezetting.

## Discografie

### Singles
- 1990:	Bang Bang
- 1992:	Monkey Business
- 1992: I Still Think About You
- 1992: Comin' Home

### Albums
- 1989:	Danger Danger
- 1990: Down and Dirty Live
- 1991:	Screw It!
- 1995: Dawn
- 1997: Four the Hard Way
- 2000: The Return of the Great Gildersleeves
- 2001: Cockroach
- 2003: Rare Cuts
- 2005: Live and Nude
- 2009: Revolve